# Font documental

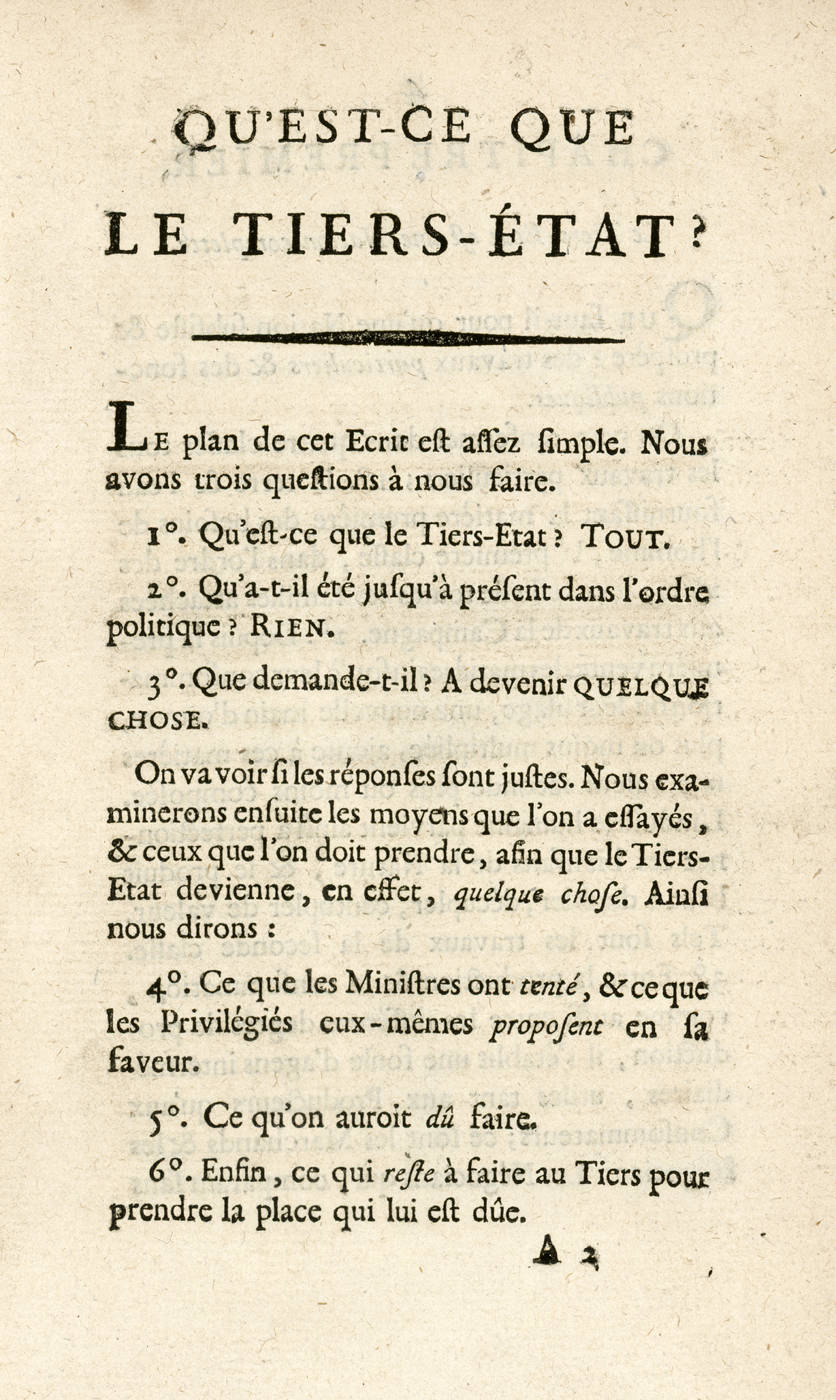
Primera plana del pamflet de Sieyès, 1789

Una font documental és l'origen d'una informació, especialment per la investigació, bé sigui del periodisme, la historiografia o la producció de literatura acadèmica en general. A determinats contextos, els termes autor i font són sinònims. Convé no confondre'ls, el document és el suport de la font. Es pot parlar de documents escrits, documents sonors, o documents cinematogràfics. Els documents tenen la seva tipologia (públics, privats...). La major part de les vegades se'ls utilitza com sinònims, i les parts que venen a continuació podrien anomenar-se tractament documental, crítica documental.

## Classificació de les fonts
Segons el seu origen o procedència poden ser:
- Font primària: és el material de primera mà relatiu a un fenomen que es vol investigar. En el cas de la historiografia, el material que en el seu temps ha servit per construir la historia.
- Font secundària: és un text basat en fonts primàries, que implica un tractament: generalització, anàlisi, síntesi, interpretació o avaluació. En la historiografia (l'estudi de la historia), les fonts secundàries són aquells documents que no foren escrits contemporàniament als successos estudiats.
- Font terciària: és una selecció i recopilació de fonts primàries i secundàries, per exemple: bibliografies, catàlegs de biblioteca, directoris, llistes de lectures i articles sobre enquestes.

Els treballs d'investigació, els llibres de text, les enciclopèdies solen reunir els tres tipus de fonts.

### Forma d'expressió
Segons la forma d'expressió de la informació, una font pot ser:
- Font oral.
- Font arqueològica.
- Font escrita:
  - Font bibliogràfica; la de publicació puntual: els documents són els llibres.
  - Font hemerogràfica; la de publicació periòdica: els seus documents són els diaris i revistes. Es recopilen en hemeroteques.
  - Font epigràfica; la que es manifesta en espais públics, formant part de l'arquitectura o de monuments: els seus documents són les inscripcions estudiades per l'epigrafia.
  - Font arxivística; la no publicada, sinó restringida per ús propi ús per qui la va produir (l'autor o font). Els seus documents a vegades es destrueixen. Poden ser tant un arxiu privat com un arxiu públic: arxiu d'empresa, arxiu institucional, arxiu eclesiàstic (arxiu parroquial, arxiu episcopal, Arxiu Secret Vaticà), arxiu municipal, arxiu provincial, arxiu estatal…
- Font audiovisual. La comunicació en la seva forma audiovisual, pròpia dels moderns mitjans de comunicació de masses, no dona com a resultat documents escrits, sinó emissions de ràdio i televisió que serien efímeres sense la seva gravació (tal gravació és el document sonor o audiovisual, també objecta de recopilació i arxivística).
  - D'una forma fins a cert punt similar, el teatre o la música (fonts dramàtiques o musicals) s'han preservat mediant textos escrits, llibrets i partitures.
  - Font cinematogràfica) amb el seu suport: la pel·lícula (que és el document cinematogràfic). Es recopilen en filmoteques. El documental és el gènere cinematogràfic característic pel seu propòsit de servir com a font documental.
  - Font gràfica, són la fotografia i les imatges, històricament anteriors, creades per les arts visuals: tant les reproduïbles (gravats, cartells) com les obres d'art:(pintura, escultura, dibuix). Es recopilen en fototeques (arxius fotogràfics), i en tota mena de museus, que quan són especialitzats s'anomenen pinacoteques, gliptoteques…
- Internet com a font documental en part és una font escrita, en part és una font audiovisual.

## Tipus de fonts
- Fonts escrites.
- Font oral.
- Fonts materials.
- Fonts audiovisuals.